# 그레이브 디거
그레이브 디거(Grave Digger)는 독일의 헤비 메탈 밴드이다.